# ワイルド・スピード/ファイヤーブースト
『ワイルド・スピード/ファイヤーブースト』（原題：Fast X）は、2023年公開のアメリカ合衆国のアクション映画。『ワイルド・スピードシリーズ』の第10作目。本作のおもな舞台はイタリア・ローマ、ブラジル・リオデジャネイロ、ポルトガル。
2014年11月、『ワイルド・スピード SKY MISSION』に続き、シリーズで少なくともあと3本の映画がリリースされることが確認された。2020年10月、The Fast Sagaとしても知られるメインシリーズが本作と第11作目で終了し、ジャスティン・リンが監督に戻り、メインキャストが追加されることが明らかになった。本作の正式なタイトルは、2022年4月に主要な撮影が開始されたときに明らかになった。その後、リンは同月の後半に、創造的な違いを理由に監督を辞任したが、脚本とプロデューサーとしてクレジットされている。制作予算は推定3億ドルで、史上8番目に制作費が高額な映画としてランク付けされている。
『ワイルド・スピード/ファイヤーブースト』は、ユニバーサル・ピクチャーズによって 2023年5月19日に米国と日本で公開された。メインシリーズ完結編となる11作目の続編は2027年4月に公開予定。
本作では過去作品の時代設定を『1』は2001年、『MEGA MAX』は2011年とし、その10年後の2021年を本作の時代設定としている。

## あらすじ
10年前、ドミニクらファミリーは麻薬王エルナン・レイエスから多額の資産、そして1億ドルの入った金庫を奪った。その直前、エルナンは息子ダンテ・レイエスに「死では慈悲深い。ドミニクを死より恐ろしい目にあわせろ」と指示を出す。そしてエルナンは殺され、自身も傷を負ったダンテはドミニクへの復讐を誓う。
10年後の現代。ドミニクは妻のレティと共に息子のリトル・Bを育てていた。ハン、ラムジー、ローマン、テズの4人が秘密工作組織「エージェンシー」からの要請で盗まれたマイクロチップを奪還するためにローマに旅立つ前日、トレット家にてバーベキューを嗜む。その夜、出血多量の瀕死になったサイファーがトレット家を訪ねる。サイファーはダンテに襲撃された直後であり、ドミニクとレティにダンテについて警告する。翌日、エージェンシーのリトル・ノーバディことエリック・リーズナーがサイファーを拘留するために到着し、ドミニクとレティにサイファーが真実を話したことを確認するが、チームに任務を割り当てた事実はないとも告げる。ドミニクとレティは、自分たちが何者かの罠にはまったことに気付き、エリックと共にハン達を止めるため、彼らと連絡がつけられないままローマへと旅立つことになる。
ローマにて任務を遂行しているハン一行は目的の荷物が搭載されているトラックを発見し、テズとラムジーが乗っ取る事に成功するが、その直後にロックがかかり一切操縦が出来ない状態となる。そのトラックはダンテがサイファーから奪ったハッキング装置で遠隔操作をしており、トラックの荷台にはチップではなくローマ一帯を軽く吹き飛ばすほどの威力を持つ球体形の中性子爆弾が搭載されていた。ハン達を発見したドミニク一行も爆弾を止めるべく追跡するが、ダンテによる妨害の末に爆弾がトラックから飛び出してしまい、標的であるバチカン市国の教皇庁目がけあらゆるものを破壊しながら街中を転がりだす。爆弾は教皇庁目前まで迫るがドミニクは機転を利かせ工事用クレーンをぶつけテベレ川に方向転換させる。
川に沈められた爆弾が爆発し、周辺に甚大な被害が出るが水中で爆発した事で威力が軽減され、最悪の事態だけは回避することに成功する。
しかし、追跡のさなかでレティは逮捕され、ドミニクら一行もダンテの策略により今回の爆破事件の犯人に仕立て上げられてしまう。
ダンテは大混乱に陥るローマを丘の上で見下ろしながら「苦しみは始まったばかりだ、俺を探しに来い」とドミニクに宣戦布告し去っていく。
ロサンゼルス。トレット家に武装した部隊が到着し、ドミニクの妹ミアとリトルBを連行しようとするがそこにドミニクの弟ジェイコブが駆けつけ部隊を倒し、リトルBをポルトガルにある隠れ家に連れて行きドミニクを待つ。ミスター・ノーバディの娘テスはチームの無実を確信し、ゴッド・アイを使用しナポリにいたドミニクに、ダンテがリオデジャネイロにいると知らせる。
リオデジャネイロ。ドミニクはダンテに立ち向かい、一時は一触即発状態になるもレースを挑む。レースには、ドミニクの友人であるディオゴとリトル・Bの亡き母エレナ・ネベスの妹であるイザベル・ネベスも加わりレースに挑むが、元々まともにレースする気のなかったダンテは二人の車には爆弾が仕掛けられており、レース中、ディオゴとイザベルがドミニクとダンテの先方についたことでタイマーが起動するとドミニクはイザベルを救うことを選択したことでダンテはディオゴを車ごと爆破する。その後ダンテが元々両者とも爆破するつもりだったことから次はイザベルをターゲットにするが、ドミニクはイザベルの車に衝突し、ダンテに逃げられるも爆弾を切り離してどうにか彼女だけは救う事に成功する。
翌朝、ダンテはサイファーの元部下二人の死体を前にリオデジャネイロでの出来事を語る。
テスはレティを訪ね、彼女を脱出させるためあえて負傷させ南極大陸の極秘施設に送り、レティはそこでサイファーと隣り合わせとなる。辛くもローマからロンドンへ逃げ延びたテズらはここで体勢を立て直そうとするも、銀行口座の全資金がハッキングにより全て使い果たされていることに気づく。ローマンが隠し持っていた現金を使ってラムジーのインターネット仲間のボウイに相談し、物資を入手しようとするも、ボウイは報奨金目当てに警察に到着したことを報告してしまい、やむを得ずデッカード・ショウに助けを求めることになる。デッカードも最初は乗り気ではなかったが、ハンとのひと悶着の途中に武装した部隊が突入したほか彼の母親のクイニーもドムの協力者としてダンテの標的にされていることを知り、デッカードは彼らを助けることに同意する。
ブラジルでの金庫奪取の舞台となった元警察署にてエイムズはドミニクを発見し逮捕、移送するが、彼のチームは嘗てダンテが負傷しエルナンが命を奪われた地にて待ち伏せしていたダンテの傭兵に襲撃される。エイムズはドミニクと力を合わせ機転を利かせながら彼らと戦うが、ダンテはイザベルを誘拐していた。それでもテスが加勢したことでイザベルは解放されるもダンテの狙撃兵がテスを負傷させエイムズも被弾、イザベルも狙撃されそうになる一方、彼はゴッド・アイを盗み、ポルトガルでリトルBの居場所を突き止め逃亡した。ドミニクはなんとかイザベルを救い、彼女はドミニクにテスを病院に連れて行くと約束し、エイムズもドミニクがダンテを倒すのを手伝うことに同意する。ローマン達にも知らせがあり、ポルトガルへと向かう。
偽造パスポートを作成し乗った飛行機にてキャビンアテンダントに変装した仲間の協力を得ながら隠れ家に到着したジェイコブはダンテの傭兵達に追われていることに気づき敵を薙ぎ倒しながらリトル・Bと逃亡を図り、やがて追いついたエイムズの飛行機から降下したドミニクと合流するも、ダンテは車に詰まれていた砲台を修理しようと荷台に降りていたリトル・Bの誘拐に成功し、ドミニクも反対車線に追いやられてしまう。ドミニクとジェイコブを止めるようダンテは傭兵達に命じ、ドミニクの車が傭兵たちの車両と遭遇するが、ジェイコブはドミニクが息子を救出できるよう、自らを犠牲にして傭兵達の車列に車を弾薬ごと突っ込み道を切り開く。その後、ドミニクの車はヘリコプター2台に吊るされそうになるも機転を利かせ墜落させて本車線に戻り、それからヘリコプターをダンテの車にぶつけクラッシュさせリトル・Bの奪還に成功する。
ドミニクは集合地点間近であるダムに到達するが、そこでエイムズが10年前の時からダンテのために働いている二重スパイであることが判明し、ローマン達が乗った飛行機を撃墜する。待ち構えていたダンテは、燃料と爆弾を仕掛けた2台のドローン操縦のセミトレーラーの間にドミニク達を挟み追い詰めるが、ドミニクは車でダムの斜面を下り川に逃れる。しかし、ダンテはダムにも爆弾を仕掛けたことを告げ爆弾を起動し去り、ドミニクとリトル・Bは絶体絶命の危機に陥る。
一方南極では、レティとサイファーは極秘施設から脱出し、海岸まで歩くとそこに潜水艦が浮上し、ハンを救い死亡したと思われたジゼル・ヤシャがハッチから現れたところで本作は幕を下ろす。
ミッドクレジットシーン。特殊部隊がダンテが所有していた元警察署に潜入するが、ダンテは潜入していたルーク・ホブスに「次の標的はお前だ」と告げる電話をかける。

## 登場人物
ドミニク・トレット：ヴィン・ディーゼル
これまでファミリーと共に数々の悪党と戦いを繰り広げた元犯罪者でプロのストリートレーサー。現在は再び静かに妻のレティと息子のリトル・Bと暮らしているが、ある事がきっかけとなりハン達を止めにローマに向かう。
ダンテ・レイエス：ジェイソン・モモア
ドミニク達ファミリーを追う今作及び次作の敵。
その正体は、シリーズ5作目『MEGA MAX』でファミリー達が奪取した巨大金庫の持ち主、および同作最大の敵である麻薬王エルナン・レイエスの息子。常に人を食ったような陽気な言動を取るが、若い頃よりソシオパス傾向が強く、その性格は常軌を逸した残忍そのものであり、サイファーをして「自分以上の悪魔」と評する極めて危険な人物。父親の資産、更には命まで奪われる事となったドミニクやそのファミリーを亡き父の最後の指示に従い「死よりも恐ろしい目」に合わせるため執拗に付狙う。
また、狡猾で用意周到な一面もあり、どれだけドミニクらに出し抜かれても常にその先を読んだ行動を取る。
レティ・オルティス：ミシェル・ロドリゲス
ドミニクの幼馴染であり妻、そしてリトル・Bの良き母。ある事がきっかけとなり、ハン達を止めるためにローマに向かうもイタリア憲兵隊に拘束され、エージェンシーの収容所へ移送されてしまう。
デッカード・ショウ：ジェイソン・ステイサム
『ワイルド・スピード SKY MISSION』でドミニク達と激闘を繰り広げた元MI6エージェント。ロンドンに潜伏していたところ、訪ねてきたハン達と誤解から一悶着起こす。当初は協力に乗り気では無かったが、ダンテの標的に母であるマグダレーンも入っていることから、協力関係となる。
ローマン・ピアース：タイリース・ギブソン
ブライアンの親友でテズとも長年の付き合いのストリートレーサー。ローマでの作戦でリーダーを務める。相変わらず目立ちたがりやで今作でもコメディ・リリーフを担う。
リーダーと言う役割を任され舞い上がるが、敵の罠に陥ってファミリーを危険な目にあわせてしまった事を本人なりに責任を感じている一面も見せる。
テズ・パーカー：クリス・“リュダクリス”・ブリッジス
ブライアン、ローマンの仲間でありメカニック。
何かとリーダー風を吹かしているうえに金にもがめついローマンに嫌気が差し、一時は殴り合いの喧嘩に発展するが責任を感じる彼を励ますなどお互い本心では大事な親友であることを認め合っている。
ジェイコブ・トレット：ジョン・シナ
かつてドミニクたちの前に立ちはだかったドミニクの実弟でミアの実兄。そしてリトル・Bの叔父。ドミニクの依頼によりリトル・Bとミアの救援に駆けつける。
工作員の技術を活かしリトル・Bと共に追っ手の目を掻い潜っていきながら、本来の明るい性格で積極的に彼とコミュニケーションも取っていく。
ミア・トレット：ジョーダナ・ブリュースター
ドミニクの妹であり、ファミリーの一人であるブライアン・オコナーの妻。
ラムジー：ナタリー・エマニュエル
かつてドミニク達に命を救われ、現在はファミリーの一員となった若き凄腕ハッカー。
良い目的のために自身が開発に携わった「神の目(ゴッド・アイ)」が再び悪用されそうになるのを強く危惧している。
前作以降車の知識を身につけ、今作では格闘の立ち回りも披露する。
ハン・ルー：サン・カン
ドミニクらファミリーと共に数々の修羅場をくぐり抜けてきた男。かつてデッカードによる急襲を利用して自らの死を偽装していた。今作ではそんな因縁の相手であるデッカードと再会、共闘することになる。
今回も亀田の柿の種を愛好しており、前作でショートにしていたヘアスタイルは再びロングに戻している。
ブライアン／リトル・B：レオ・アベロ・ペリー
ドミニクと亡き母エレナ・ネベス（演 - エルサ・パタキー）の息子。父ドミニクより車の運転と整備技術を教え込まれている最中。父に対しては「怖いものがない」と尊敬している。
父譲りの度胸を持ち、今作では叔父であるジェイコブの手助けを行う活躍も見せる。
テス：ブリー・ラーソン
スカイミッションに登場し、現在は行方不明のミスター・ノーバディ（演 - カート・ラッセル）の娘。ドミニク達を手助けしようと奔走する。
エージェント・エイムス：アラン・リッチソン
秘密工作組織「エージェンシー」に所属する、ミスター・ノーバディが率いる特殊部隊の新しいリーダー。どんなことでも車を使い解決してきたドミニクを時代遅れのタイプと見ておりあまり快く思ってなく、新リーダーの権限を使い生死問わずドミニクの確保を図る。
エリック・リーズナー / リトル・ノーバディ：スコット・イーストウッド
ミスター・ノーバディの部下。サイファーを確保後、ハン達を止めるためにドミニクらと共にローマに向かう。
イザベル・ネベス：ダニエラ・メルシオール
ブラジルのストリートレーサー。亡きエレナの妹。
勝気な性格だが、姉とは正反対の人生を送る自分に負い目を感じている。
マグダレーン・“クイーニー”・ショウ：ヘレン・ミレン
デッカード、オーウェン・ショウ、ハッティ・ショウの母。
ローマでの一件以降ハン達を安全な場所に匿い、ドミニクにも心配の言葉を掛ける。
サイファー：シャーリーズ・セロン
ドミニク達の前に二度立ちはだかった世界で最も危険なハッカー。今作冒頭でダンテに襲撃され、ハッキング装置を奪われるばかりか家族を人質にされた部下の裏切りを受け瀕死となってドムの元を訪ね、彼について警告する。
常人なら致死量レベルである3リットルの大量出血でも生き抜くタフさや、格闘・銃撃での立ち回りも見せる。
アブエリタ・トレット：リタ・モレノ
ドミニク、ジェイコブ、ミアの祖母であり、彼ら3人の父であるジャックの実母。
ディオゴ：ルイス・ダ・シルバ
『MEGA MAX』にも登場したブラジル人のストリートレーサー。
賭けレースを運営しており、ダンテの資金力で規模を大きく成長させていたが、ドミニクがリオに戻ってきたことによりドミニク側につく。
ボウイ：ピート・デイヴィッドソン
ロンドンで古いタイプのインターネットカフェを隠れ蓑にブラックマーケットの運営をしている。ラムジーとはハンドルネームで呼び合う程のインターネット仲間。
キャビンアテンダント：メドウ・ウォーカー（カメオ出演）
ジェイコブの所属する組織の仲間でジェイコブ達の逃走を手助けする。演じるメドウ・ウォーカーはブライアン・オコナー役のポール・ウォーカーの実の娘。
ルーク・ホブス：ドウェイン・ジョンソン（カメオ出演・ノンクレジット）
元アメリカ外交保安部（DSS）捜査官。ミッドクレジットシーンに登場。エルナンの命を奪った張本人だったことからダンテより次の標的にすると宣告される。
ジゼル・ヤシャ：ガル・ガドット（カメオ出演・ノンクレジット）
かつて麻薬組織の一員だった頃にドミニクと出会いのちにファミリーとなった女性。元モサドであり、ミスター・ノーバディと組んでいた過去がある。
オーウェン・ショウ一味との戦いで恋人のハンを助けるべく、飛行機に吊り上げられた車から転落し死亡したとされていたが今作で再登場。サイファーの手引きで南極大陸にある秘密組織の収容所に潜水艦で駆け付けるところで本編は終了する。

## キャスト
| 役名                                      | 俳優                                                 | 日本語吹き替え |
| 役名                                      | 俳優                                                 | 劇場公開版     |
| ----------------------------------------- | ---------------------------------------------------- | -------------- |
| ドミニク・トレット                        | ヴィン・ディーゼル                                   | 楠大典         |
| ダンテ・レイエス                          | ジェイソン・モモア                                   | 安元洋貴       |
| レティ・オルティス                        | ミシェル・ロドリゲス                                 | 甲斐田裕子     |
| デッカード・ショウ                        | ジェイソン・ステイサム                               | 山路和弘       |
| ローマン・ピアース                        | タイリース・ギブソン                                 | 松田健一郎     |
| テズ・パーカー                            | クリス・“リュダクリス”・ブリッジス                   | 渡辺穣         |
| ジェイコブ・トレット                      | ジョン・シナ                                         | 中村悠一       |
| ミア・トレット                            | ジョーダナ・ブリュースター                           | 園崎未恵       |
| ラムジー                                  | ナタリー・エマニュエル                               | 坂本真綾       |
| ハン・ルー                                | サン・カン                                           | 川島得愛       |
| ブライアン / リトルB                      | レオ・アベロ・ベリー                                 | 川井田夏海     |
| テス                                      | ブリー・ラーソン                                     | 水樹奈々       |
| エージェント・エイムス                    | アラン・リッチソン                                   | 小西克幸       |
| エリック・リーズナー / リトル・ノーバディ | スコット・イーストウッド                             | 小野大輔       |
| イザベル・ネベス                          | ダニエラ・メルシオール                               | 潘めぐみ       |
| マグダレーン・“クイーニー”・ショウ        | ヘレン・ミレン                                       | 沢田敏子       |
| サイファー                                | シャーリーズ・セロン                                 | 田中敦子       |
| アブエリタ・トレット                      | リタ・モレノ                                         | 宮寺智子       |
| スターターガール                          | ルドミラ                                             | 原語流用       |
| ディオゴ                                  | ルイス・ダ・シルバ                                   | 佐藤せつじ     |
| ボウイ                                    | ピート・デイヴィッドソン                             | 須田祐介       |
| エルナン・レイエス                        | ジョアキム・デ・アルメイダ                           | 佐々木勝彦     |
| キャビンアテンダント                      | メドウ・ウォーカー（カメオ出演）                     | 池田美優       |
| エレナ・ネベス                            | エルサ・パタキー（アーカイブ出演）                   | 坂井恭子       |
| ブライアン・オコナー                      | ポール・ウォーカー（アーカイブ出演）                 | 高橋広樹       |
| ルーク・ホブス                            | ドウェイン・ジョンソン（カメオ出演・ノンクレジット） | 小山力也       |
| ジゼル・ヤシャ                            | ガル・ガドット（カメオ出演・ノンクレジット）         | 台詞なし       |

その他の日本語吹き替え
赤坂柾之、江頭宏哉、木村香央里、斎藤寛仁、田所陽向、中村源太

## 登場車種

### 米国車

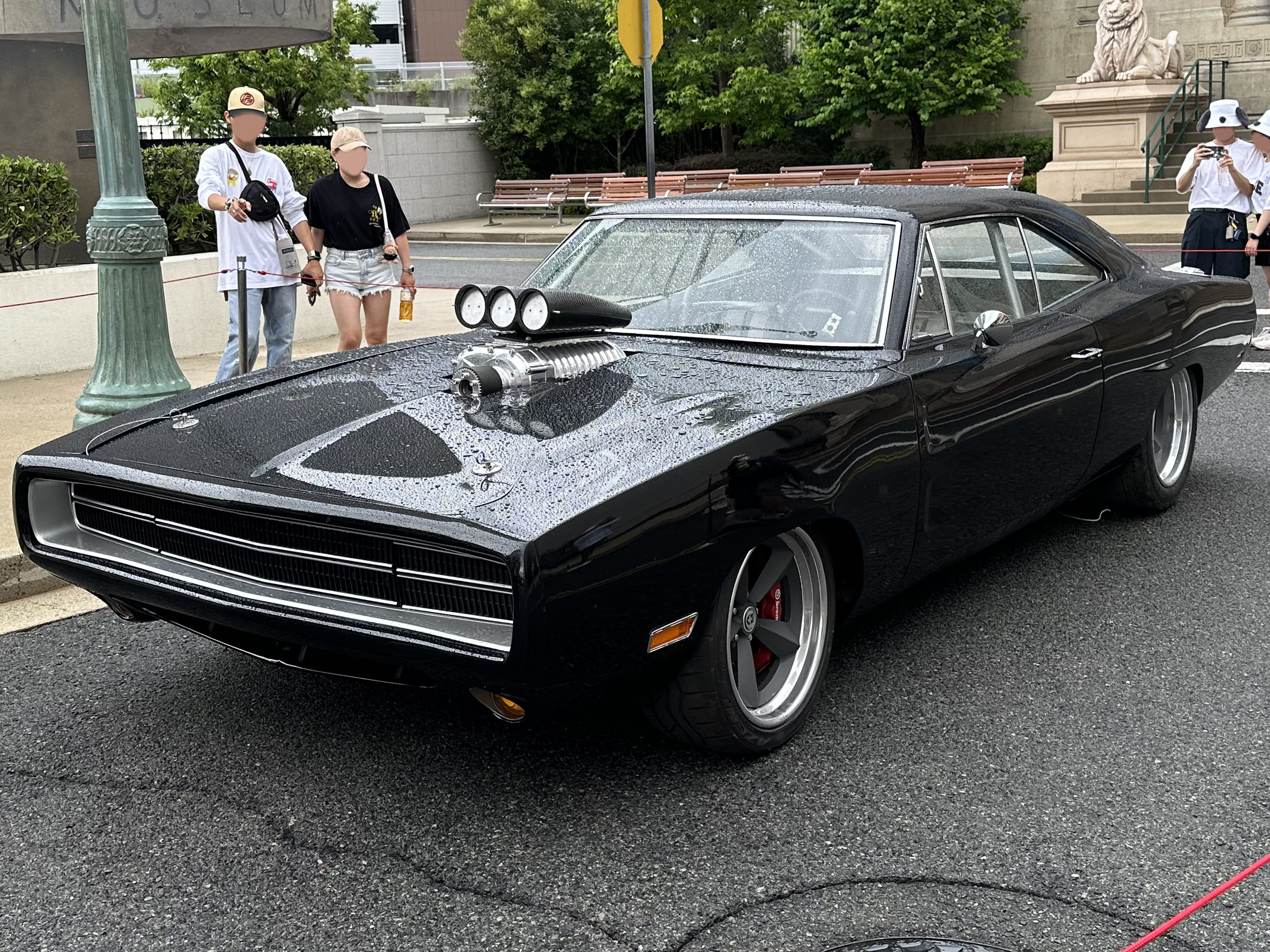
撮影に用いられたドミニクのダッジ・チャージャー

シリーズ初の試みとして電気自動車が登場している。
ダッジ・チャージャーSRTヘルキャット レッドアイ
序盤ドミニクがローマで使用。ボディカラーはグレー
ダッジ・チャージャーR/T
中盤以降、ドミニクがリオとポルトガルで使用。過去作に出てきた物と同一と思われる。ボディカラーはブラック。
ダッジ・チャージャーSRT-8
「MEGAMAX」にてドミニクとブライアンが使用していたもの。ライブラリ映像のみ。
ダッジ・チャージャーデイトナSRTコンセプト
序盤、ドミニク邸前に路駐されている。
シボレー・インパラ
ダンテがリオで使用。ボディカラーはパープル。ダンテの口から「愛車」と出たためそれなりの愛着はあった模様でテスに粗末に扱われた際は軽く憤慨している。橋の上での銃撃戦で放棄される。
シボレー・エルカミーノ
ジェイコブがポルトガルで使用。ボディカラーはブラック。
ジェイコブが改造した通称「キャノン・カー」で、前後上下に弾薬を射出できる砲台を備えている。
シボレー・カマロZL1 1LE package
リオで銃撃戦に巻き込まれた一般車として登場。ほぼ無傷だったため負傷したテスをイザベルが病院に搬送するために使用される。
シボレー・シェベルSS
序盤、ドミニク邸にてリトル・Bと共にレストア中の状態で置かれている。ボディカラーはライトグレー。
フォード・フェアレーン
ダンテがポルトガルで使用。ボディカラーは小豆色。
フォード・マスタングFox（3代目）
ジェイコブの愛車で、リトル・Bとの逃走に使用。前作ジェットブレイクにて青年時代のドミニクとレースした際に使用していた車両と同一。
13歳の時に購入し、整備からペイントに至るまで自身で行ったほどに愛着を持っている車だとジェイコブの口から語られる。
フォード・マスタングGT（5代目）
リオでの銃撃戦に巻き込まれた一般車両。横転したもののエンジンがかかっており、ドミニクが劣勢の状況をひっくり返すために使用される。
デロリアン・アルファ5
序盤、瀕死のサイファーがドミニクの元に訪ねるために搭乗する。ボディカラーはシルバー。
ハマー・H2
ローマのシーンで登場。ボディカラーはブルー。
ケンワース・W900
ピータービルト・モデル379
いずれも燃料が積載されたタンクローリーを牽引。終盤のダムにて、ダンテが遠隔操作を行いドミニクとリトル・Bに挟み撃ちを仕掛ける。

### 欧州車
アルファロメオ・2000GTV
序盤、ハンがローマで使用。煙幕装置を装備しており、輸送中の兵士への目くらましに使用された。ボディカラーはオレンジ。
アルファロメオ・159
序盤、ローマにてイタリア国家憲兵隊仕様が登場。ドミニクとレティを追跡する。
シトロエン・C4
シトロエン・クサラ
どちらもローマで破壊された一般車両。
マクラーレン・セナ
ロンドンにあるショウの隠れ家に複数台置いてある車のうちの1台。ボディカラーはレッド。武器を満載したショウが敵組織に単身立ち向かう際に搭乗。
BMW・5シリーズE34
ミニ・カントリーマンS
いずれもポルトガルにてダンテに雇われた傭兵部隊が使用。ボディカラーはどれもブラック。
ポルシェ・911 (997) GT3
リオのレースにてディオゴが搭乗。997.1GT3RS特注色のシグナルグリーンに997.1GT3ウイングという仕様。
「MEGAMAX」の996のようにサイドにGT3と書かれたストライプを付けている。
レース中にダンテに爆破される。
パガーニ・ウアイラ
序盤ドミニク邸近くに路駐されている車両が登場。
ランボルギーニ・ガヤルド
序盤、ローマンがローマで使用。金色にラッピングされており、それを利用し日光を使って輸送中の兵士への目くらましに使用された。
ルノー・トラックスTシリーズ
序盤、ローマでの任務のターゲット車両。テズとラムジーが乗り込むがその直後にロックがかかり、ダンテの遠隔操作にて街中を走りまわる。
荷台には目的のチップではなく中性子爆弾が積まれており、ドミニクがワイヤーでトラックを横転させるも、ダンテが荷台のドアを開き爆弾を解き放ってしまう。
フォルクスワーゲン・トゥアレグ
「MEGAMAX」にてレイエスとダンテが使用していたもの。ライブラリ映像と新撮を合わせたシーンで登場。
ダンテが運転する1台はドミニクのチャージャーが引っ張っている金庫に吹っ飛ばされ橋から転落、レイエスとジジが搭乗するもう1台はチャージャーと正面衝突する。
その10年後である現代でもリオの同じ橋での銃撃戦にて同型車が登場。

### 日本車
ダットサン・240Z
序盤ドミニク邸近くに路駐されている車両が登場。
ダットサン・240Z "Pandem"
イザベルの愛車として登場。ボディカラーはイエローで外装はTRA京都パンデムのフルエアロにコンチネンタルのフロントバナーという仕様。
ドミニクによれば純正のL24からRB26に載せ替えられている。
ダンテとのレースで爆破されそうになるもドミニクのチャージャーによる体当たりで仕掛けられた爆弾と切り離され横転のみで済む。
撮影に使われた車両はRB26への載せ替えが行われておらず、L型エンジン搭載車でありRBエンジンの音を合成している。
トヨタ・FJクルーザー
ポルトガルにてダンテに雇われた傭兵部隊が使用。機銃が装備されている。
日産・シルビア S13
ブラジルのドラッグレースにて、イザベルとレースをしていた。
日産・スカイライン4ドア ER34
白と赤の車両がブラジルのドラッグレースにて登場。白はD1GPにて野村謙が2005年に使用していた車両のレプリカリバリーが施されている。
日産・350Z
日産・シルビア S15
日産・スカイラインGT-R BNR32
トヨタ・マークII JZX100
トヨタ・スープラA80
三菱・ランサーエボリューションⅥ
どれもブラジルのドラッグレースにてギャラリーの車両として登場。その他、国籍問わず数多くの改造車がこのシーンでは登場する。
トヨタ・プリウス
中盤リオの銃撃戦に巻き込まれる。

### 韓国車
ヒョンデ・ソナタ
中盤リオの銃撃戦に巻き込まれる。
キア・リオ
序盤のローマに一般車両として登場。

### その他の乗り物
ハーレーダビッドソン・パンアメリカ
ダンテがローマで使用。

## イベント
2023年に開催された東京オートサロン2023と大阪オートメッセ2023会場で同映画の特別ブースが出展された。大阪オートメッセへの出展は同シリーズ初となった。